# Haematopis successaria
Haematopis successaria är en fjärilsart som beskrevs av Walker 1860. Haematopis successaria ingår i släktet Haematopis och familjen mätare. Inga underarter finns listade i Catalogue of Life.